# أليكس روكو
أليكس روكو (بالإنجليزية: Alex Rocco) (و. 1936 – 2015 م) هو ممثل، وممثل أفلام، وممثل تلفزيوني من الولايات المتحدة الأمريكية . ولد في كامبريدج، ماساتشوستس .
توفي في لوس أنجلوس .

## روابط خارجية
- أليكس روكو على موقع IMDb (الإنجليزية)
- أليكس روكو على موقع ألو سيني (الفرنسية)
- أليكس روكو على موقع أول موفي (الإنجليزية)
- أليكس روكو على موقع قاعدة بيانات الأفلام السويدية (السويدية)
- أليكس روكو على موقع إن إن دي بي (الإنجليزية)
- أليكس روكو على موقع قاعدة بيانات الفيلم (الإنجليزية)
- أليكس روكو على موقع كينوبويسك (الروسية)